# Barraca Peña
El conjunto Barraca Peña es un complejo edilicio construido para lograr la primera conexión ferroportuaria de la Argentina desde mediados del siglo XIX. Está integrado por:  
- La antigua estación ferroviaria Barraca Peña del Ferrocarril Buenos Aires al Puerto de la Ensenada, que se encuentra frente al Riachuelo en La Boca, barrio de la ciudad de Buenos Aires. La estación no presta servicios de pasajeros desde 1910. Una de las vías sigue siendo usada para servicios de cargas del Ferrocarril Roca.
- Un antiguo almacén con piringundín, conocido como La Pulpería.[1]
- Un galpón para prensar y almacenar lana, llamado La Lanera.[1]
- Un galpón de mampostería que tuvo varios usos, como las necesidades de alojamiento y alimentación de las personas que llegaban al puerto, así como la administración (oficina de entradas y salidas ubicada frente a la vía).

En 2017, la Subsecretaría de Proyectos del Ministerio de Desarrollo Urbano y Transporte del Gobierno de la Ciudad de Buenos Aires elaboró un proyecto que contempla revitalizar la zona del Conjunto Barraca Peña mediante el establecimiento de las nuevas oficinas de la Autoridad de Cuenca Matanza Riachuelo (ACUMAR). El proyecto pondrá en valor los edificios de importancia histórica que integran el Conjunto ubicado en Av. Pedro de Mendoza entre el 2900 y el 3100, en el Barrio de La Boca, Comuna 4.

## Historia

### Antes del tren
El origen de su nombre se remonta al año 1774, cuando el empresario gallego Francisco de la Peña y Fernández estableció allí una barraca para el comercio de frutos. Sin embargo, las construcciones actuales datan de alrededor de 1860, cuando el propietario del establecimiento era ya Emilio Vicente Bunge, en la época dorada del comercio lanar, previa al crecimiento de la ganadería vacuna y la agricultura que se desarrollarían en el siguiente siglo.

### La estación

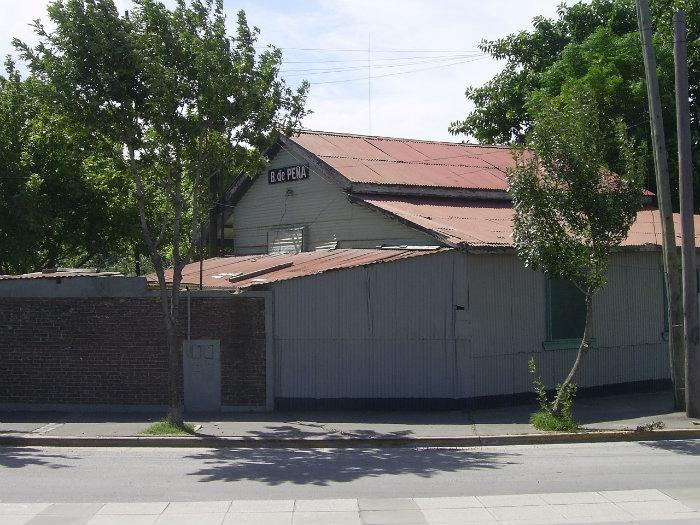
Vista desde la calle

La estación de carga y pasajeros de Barraca de Peña fue inaugurada el 1 de septiembre de 1865 por el Ferrocarril Buenos Aires a Ensenada.
En 1898 el ramal fue comprado por el Ferrocarril del Sud.
Dejó de prestar servicios de pasajeros en 1910, cuando el ramal fue clausurado para concentrar todos los servicios de pasajeros en Constitución.
El edificio de la estación fue restaurado en 2007 por el Gobierno de la Ciudad de Buenos Aires.
En 2010, Barraca Peña se transformó en el sitio de instalación de los restos de una embarcación mercante de fines del siglo XVIII, que se había encontrado a fines del año anterior durante las excavaciones para la construcción de un complejo residencial en el barrio de Puerto Madero llamado Zen City.

### Puesta en valor del Conjunto Barraca Peña
En 2017, por iniciativa del jefe de Gobierno, Horacio Rodríguez Larreta, se propuso la creación de una nueva área de protección histórica (APH) que permitirá potenciar el Conjunto Barraca Peña y sus zonas aledañas desde lo urbanístico, ambiental, económico, cultural y humano.
El proyecto forma parte de un convenio aprobado en la Legislatura porteña el 12 de abril de 2018, mediante la Ciudad de Buenos Aires cede por 25 años el usufructo de un terreno donde se construirá el edificio sede de ACUMAR, en el que trabajarán diariamente más de 500 funcionarios y empleados de ese ente tripartito (Nación, Ciudad, Provincia de Buenos Aires). Como contraprestación, el ente autárquico que promueve el saneamiento de la cuenca Matanza Riachuelo asume la puesta en valor del Conjunto Barraca Peña, preservando las estructuras existentes como área de protección histórica. Asume, además, la instalación de un Centro de Interpretación en el edificio conocido como La Lanera, la construcción de un edificio sobre el margen sur del predio y la ejecución del tramo II del Paseo Costero Riachuelo, de acuerdo con los lineamientos del Ministerio de Desarrollo Urbano y Transporte de GCBA.
El segundo tramo del paseo costero se extenderá por la avenida Pedro de Mendoza, entre las calles Cerri y Hernandarias, conectando Vuelta de Rocha con la Barraca Peña. La sede del organismo se levantará en Pedro de Mendoza 3181/85/95, con cinco pisos de altitud y 4.400 metros cuadrados de construcción.
Las obras demandarán un tiempo aproximado de dos años y se calcula una inversión total equivalente a 13,5 millones de dólares.
El plan para Barraca Peña incluye también la construcción de una plaza de uso público que unificaría el futuro inmueble de la ACUMAR con su entorno. Allí debajo se encuentra enterrado el galeón encontrado en Puerto Madero. Según el proyecto de ley, sería un “espacio de interacción social y de contenido simbólico, dado por el pecio enterrado y las edificaciones históricas”.